# Shalamar
Shalamar is een Amerikaanse groep, die disco, soul en funk maakte en die in de vroege jaren 80 haar grootste successen scoorde.
De groep is in 1977 ontstaan uit twee achtergronddansers uit het Amerikaanse soul-tv-programma "Soultrain". De twee dansers waren de toen nog jonge Jeffrey Daniel en Jody Watley. Voor de leadvocalen werd zanger Gerry Mumford aangetrokken. Ze maakten een single Uptown festival, die zowel in de US als in Europa een hit werd. De eerste lp werd op het Soultrainlabel uitgebracht. Gerry vertrok na de eerste lp en werd vervangen door Soultrain-gang-zanger Garry Brown, waarmee de groep het tweede album "Disco Gardens" maakte, op het Solar label. Van deze lp werd de single Take that to the bank een hit.
Het grote succes van Shalamar kwam toen Garry werd vervangen door zanger Howard Hewett. Ze scoorden een nummer één in de Billboard R&B chart in 1980 met The second time around. Het trio maakte in deze bezetting in totaal vijf albums, te weten "Big Fun", "Three for love", "Go for it", "Friends" en "The look". Ze scoorden in de US en UK veel grote hits als I owe you one, Make that move en A night to remember. 

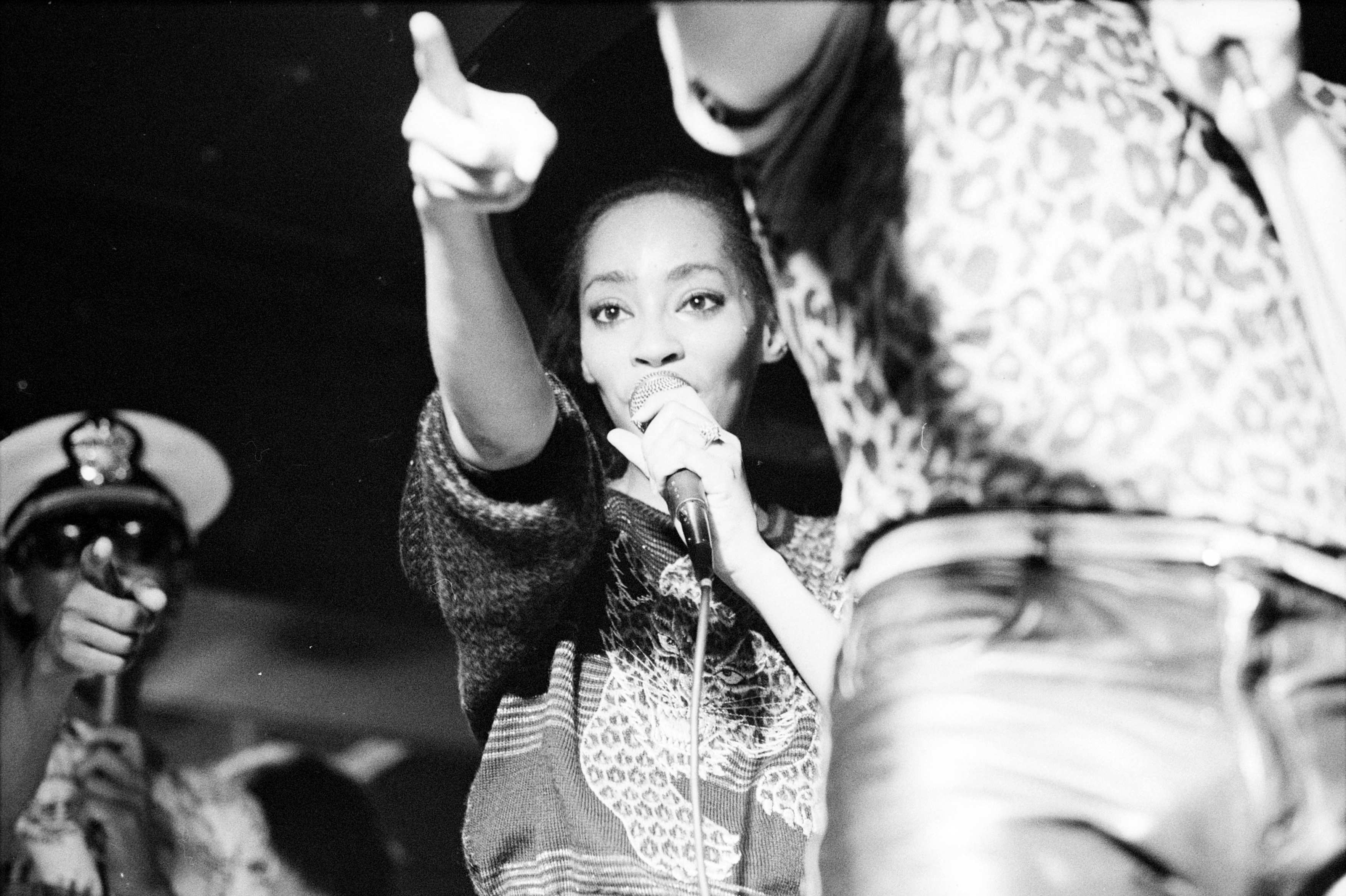
Optreden van Shalamar in Haarlem, 1982

Hun grootste hit in Nederland was I can make you feel good, welke op vrijdag 2 juli 1982 Veronica Alarmschijf was op Hilversum 3 en een hit werd in de destijds drie landelijke hitlijsten op de nationale publieke popzender. De plaat bereikte de 10e positie in de Nationale Hitparade, de 8e positie in de Nederlandse Top 40 en piekte op een 7e positie in de TROS Top 50. In 1983 traden ze op in Nederland, onder andere in het popprogramma op televisie van Veronica, Countdown, ook traden ze live op in de radioversie op de vrijdagavond op Hilversum 3 met Alfred Lagarde en Kees Baars. Verder traden ze op in Popformule van de TROS.
1984 was het begin van het einde voor Shalamar. Jody Watley en Jeffrey Daniel verlieten met grote ruzie de groep. Jeffrey ging als danser weer aan de slag in musicals als "Starlight Express" en "Give my regards to Broadstreet". Hij deed de choreografie van clips van Michael Jackson (Bad) en de film "Moonwalker" en leerde Michael Jackson o.a. de 'moonwalk' (slow-motion op-de-plaats bewegen) en het 'achteruit-vooruitlopen' in Billie Jean. Dit laatste fenomeen werd door de media abusievelijk de 'moonwalk' genoemd. Jody startte na modellenwerk in vooral het Verenigd Koninkrijk een solocarrière. De eerste twee singles Girls night out en Where the boys are flopten, maar haar eerste twee solo-lp's sloegen in als een bom. Ze behaalde er zelfs een Grammy mee.
Shalamar kreeg twee nieuwe leden, te weten Micki Free en Delisa Davis.
Het album "Heartbreak" leverde in de vorm van het uit "Footloose" afkomstige Dancing in the sheets een hit op. Nog drie bijdragen aan films werden gedaan, te weten Don't get stopped in Beverly Hills uit Beverly Hills Cop, Deadline U.S.A. uit D.C. Cab en de titelsong van de film One of the Guys.
Howard vertrekt in 1985 ook uit de groep voor een solocarrière en dit betekent de doodsteek voor de groep. Daarna werden er nog wel twee lp's gemaakt, maar zonder noemenswaardige successen.
Sinds 2005 treden Howard Hewett en Jeffrey Daniel weer op onder de naam Shalamar. Ze verleenden samen met Jody Watley hun vocale medewerking aan een remake van de Shalamar-classic For the lover in you door Babyface en LL Cool J.
In 2017 brengt Shalamar het nummer “The real thing” uit. Dit nummer is geschreven door de voormalige producer van de band Leon F. Sylvers. Jody Watley zingt niet mee op dit nummer. De zangeres, die wel op dit nummer meezingt is Carolyn Griffey, dochter van Dick Griffey.
Jody heeft haar eigen Shalamar-variant, die ze Shalamar Reloaded heeft genoemd. Deze band staat muzikaal gezien wat verder weg van de oude bezetting. Shalamar Reloaded brengt zelfs een paar singles uit met twee nieuwe zangers.

## Singles
| Single met eventuele hitnotering(en) in de Nederlandse Top 40 | Datum van verschijnen | Datum van binnenkomst | Hoogste positie | Aantal weken | Opmerkingen                                                                       |
| ------------------------------------------------------------- | --------------------- | --------------------- | --------------- | ------------ | --------------------------------------------------------------------------------- |
| Uptown Festival                                               |                       | 25-06-1977            | 15              | 6            |                                                                                   |
| Take That To The Bank                                         |                       | 27-01-1979            | tip             |              |                                                                                   |
| The Second Time Around                                        |                       | 05-04-1980            | 28              | 5            |                                                                                   |
| I Can Make You Feel Good                                      |                       | 10-07-1982            | 8               | 6            | Veronica Alarmschijf Hilversum 3 / Nr. 10 Nationale Hitparade / Nr. 7 TROS Top 50 |
| Looking For A New Love                                        |                       | 18-04-1987            | 36              | 3            | Jody Watley Solo                                                                  |
| Real Love                                                     |                       | 15-04-1989            | 19              | 6            | Jody Watley Solo                                                                  |
| Friends                                                       |                       | 15-07-1989            | 25              | 5            | Jody Watley & Eric B & Rakim                                                      |
| I'm The One You Need                                          |                       | 09-05-1992            | tip             |              | Jody Watley Solo                                                                  |
| This IS For The Lover In You                                  |                       | 09-11-1996            | 23              | 3            | & Babyface & LL Cool J                                                            |

| Single met hitnotering(en) in de Vlaamse Ultratop 50 | Datum van verschijnen | Datum van binnenkomst | Hoogste positie | Aantal weken | Opmerkingen                 |
| ---------------------------------------------------- | --------------------- | --------------------- | --------------- | ------------ | --------------------------- |
| Uptown festival                                      | 12-04-1977            | 25-06-1977            | 16(3wk)         | 7            | Nr. 13 in de Radio 2 Top 30 |
| The second time around                               | 16-08-1979            |                       |                 | -            | Nr. 23 in de Radio 2 Top 30 |
| I can make you feel good                             | 26-02-1982            | 17-07-1982            | 16              | 6            | Nr. 25 in de Radio 2 Top 30 |
| Dancing in the sheets                                | 31-01-1984            | 07-04-1984            | 37              | 1            | Nr. 29 in de Radio 2 Top 30 |

- Bibliothèque nationale de France: cb13906466m (data)
- International Standard Name Identifier: 0000 0001 1092 2875
- Library of Congress Control Number: n91109542
- MusicBrainz: 8e57b7d5-4548-4e2b-b32d-af4b4a51cb80
- Système universitaire de documentation: 079000886
- Virtual International Authority File: 156077281